# (17508) Takumadan
(17508) Takumadan (1992 JH) – planetoida z pasa głównego asteroid okrążająca Słońce w ciągu 3,63 lat w średniej odległości 2,36 j.a. Odkryta 3 maja 1992 roku.